# 1400
1400 (MCD) fue un año bisiesto comenzando en jueves según el calendario juliano. 
Es el año 1400 de la era común y del anno Domini, el año 400 del segundo milenio, el centésimo y último año del siglo XIV y el primer año de la década de 1400. 

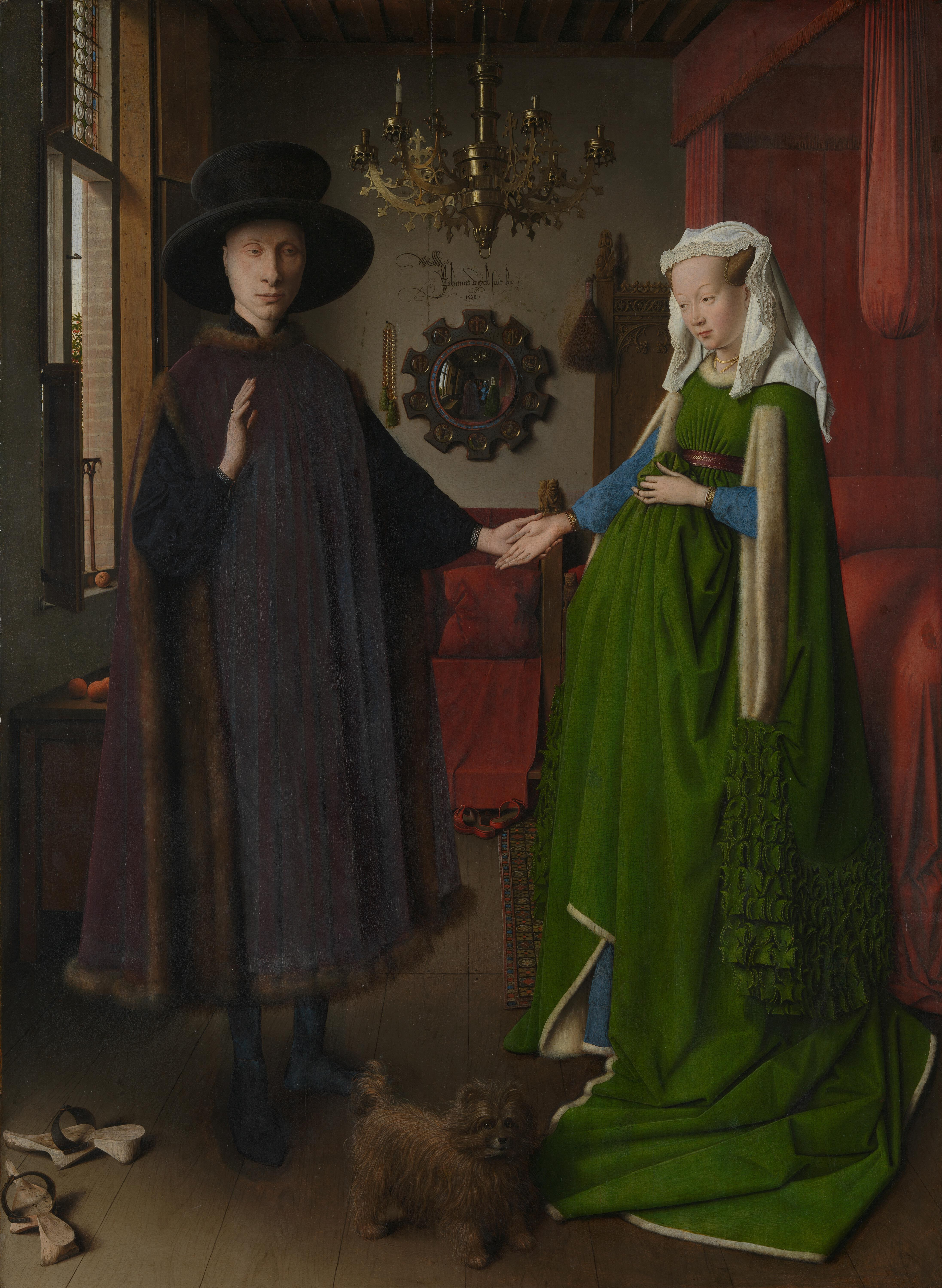
Retrato de Giovanni Arnolfini y su esposa (1434), de Jan van Eyck.

## Acontecimientos
- 21 de agosto: Roberto III es proclamado emperador del Sacro Imperio Romano Germánico.
- 16 de septiembre: en Inglaterra, Owain Glyndwr dirige una rebelión en contra de Enrique IV.
- Diciembre: Enrique IV de Inglaterra recibe en la isla la visita del emperador bizantino, Manuel II Paleólogo, que viaja por Europa en busca de ayuda contra los turcos otomanos.
- Inicio del Quattrocento.
- En Florencia (Italia) llega al poder la familia Médici.
- Se estima que en Europa hay 52 millones de habitantes.
- Aparece la talla medieval de la Virgen de Candelaria (patrona de las islas Canarias)[1] en las costas de Tenerife.
- En África se establece el reino del Congo.
- En Cusco (actual Perú), Viracocha es proclamado inca (rey).
- Cuarto asedio otomano a la ciudad de Constantinopla.
- Se termina el desarrollo a su máximo esplendor de las culturas Quimbaya, Calima, Zenú y Tayrona en Colombia.

## Arte y literatura
- Jean Froissart completa sus Crónicas.

## Nacimientos
- Luca della Robbia, escultor y ceramista italiano (f. 1482).
- Isabel de Lorena (f. 1453).
- Richard Neville, político inglés (f. 1460).
- Enrique de Trastamara, noble castellano-aragonés (f. 1445).
- Giovanni di Nicolao Arnolfini, mercader italiano (f. 1452).
- Ausiàs March, poeta y caballero valenciano (f.1459)

## Fallecimientos

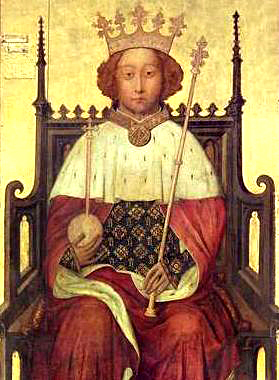
Ricardo II de Inglaterra

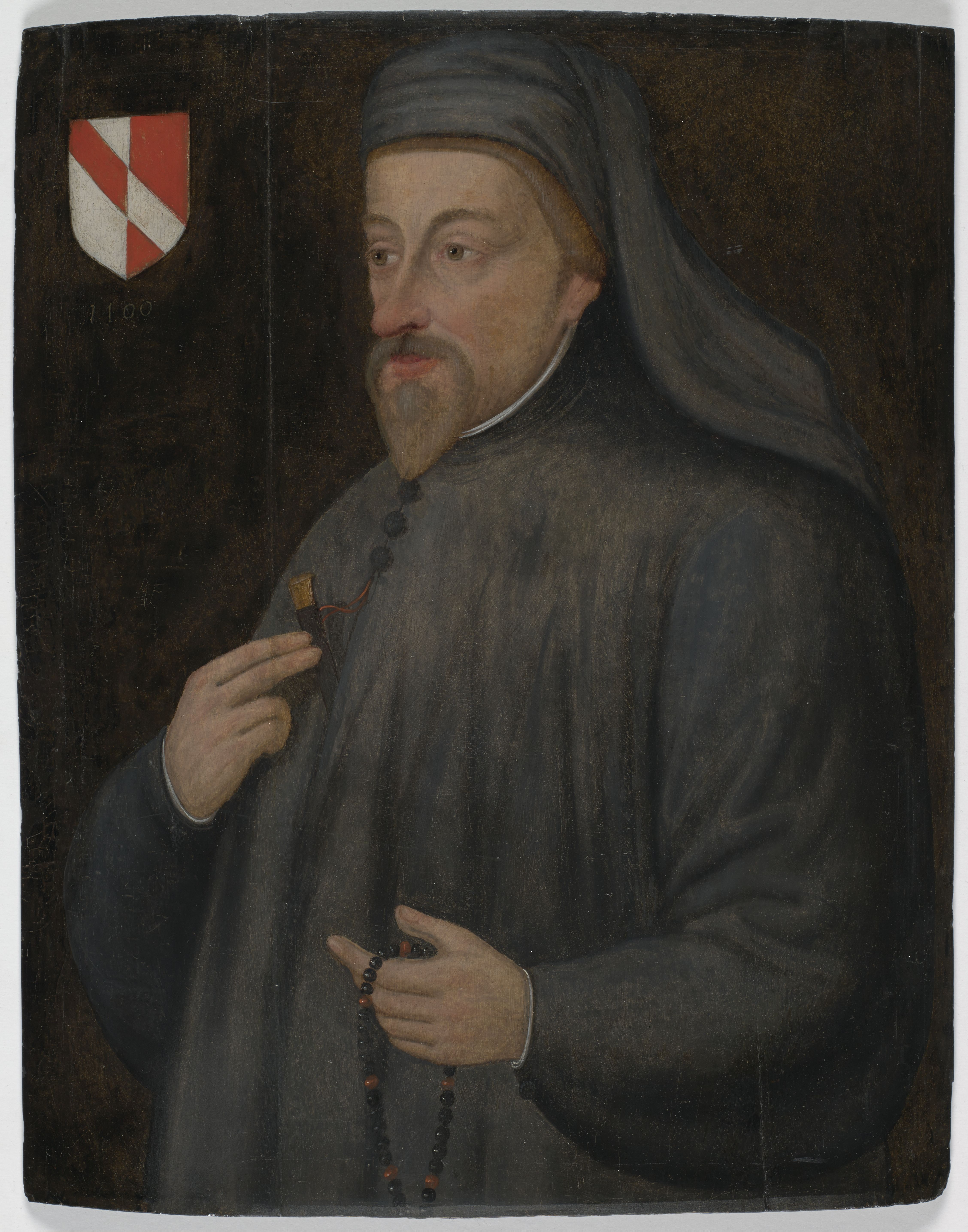
Geoffrey Chaucer

- 5 de enero: John Montacute, político inglés (ejecutado).
- 5 de enero: Thomas Holland, político inglés (ejecutado).
- 13 de enero: Thomas le Despenser, político inglés (ejecutado).
- 16 de enero: John Holland, político inglés (ejecutado).
- 14 de febrero: Ricardo II, rey inglés.  (n. 1367).
- 28 de abril: en Pavía (Italia): Baldo degli Ubaldi, jurista .
- 15 de julio: Empoli ( Italia ): Ceccoli Broglia, noble de Chieri.
- 25 de octubre: Geoffrey Chaucer, poeta inglés.